# 荒川温泉 (青森県)
荒川温泉（あらかわおんせん）は、青森県青森市（旧国陸奥国）にある温泉。

## 泉質
- 酸性硫酸塩塩化物泉
  - 源泉温度80℃

## 温泉街
十和田八幡平国立公園の北部、ブナ林に囲まれた山間部に1軒宿の「八甲田ホテル」が存在する。
木をふんだんに使っていることが特徴であり、ログハウスの本棟、青森ヒバを用いた湯船などが特徴である。設計は建築家・早川正夫であり、「早川式カンザシ工法」が採用されている。
東北大学植物園八甲田山分園を挟んだ北側の酸ヶ湯にグループ施設の酸ヶ湯温泉がある。
ホテルでは日帰り入浴を受け付けていないので、日帰り入浴はできない。

## アクセス
- 鉄道 : JR東日本/青い森鉄道青森駅よりバスで約60分。